# Richard Garfield
 Der er for få eller ingen kildehenvisninger i denne artikel, hvilket er et problem. Du kan hjælpe ved at angive troværdige kilder til de påstande, som fremføres i artiklen.

Richard Channing Garfield, Jr. (født 26. juni 1963 i Philadelphia, Pennsylvania, USA) er en amerikansk matematikprofessor og spildesigner. Hans mest kendte spil er samlekortspillet Magic: The Gathering, som startede hele spilgenren.
Ud over Magic: The Gathering har Richard Garfield skabt flere andre samlekortspil: Netrunner, BattleTech CCG, Vampire: The Eternal Struggle, The Great Dalmuti, Dilbert: Corporate shuffle (en Great Dalmuti-variant med Dilbert-kort), Filthy Rich og Star Wars Trading Card Game.
Richard Garfield har også designet brætspil: RoboRally, Pecking Order og Rocketville. Han var desuden en af fem designere, som deltog i konceptet Stonehenge (udkom i 2007), hvor designerne fik de samme basale byggesten til at designe hver deres spil.